# Mariske

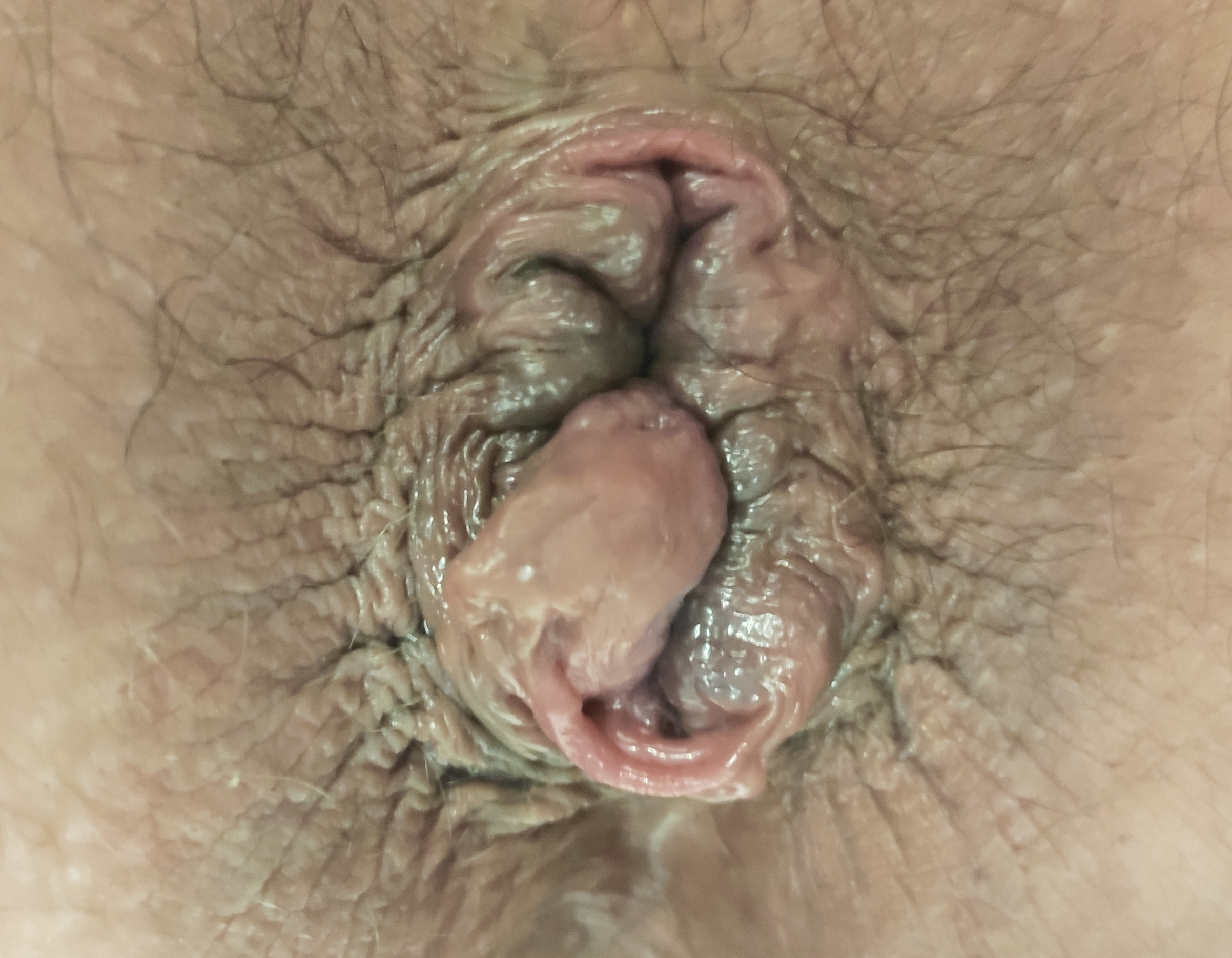
Harmlose Mariske, die keine Beschwerden verursacht

Als Mariske (f., Plural Marisken), Analfalte, -läppchen oder -karunkel bezeichnet man eine Hautfalte im Bereich des Afters.
Bei der Inspektion und Palpation finden sich schmerzfreie, weiche Hautläppchen oder -falten vor, die sich beim Pressen nicht mit Blut füllen und sich nicht in den Analkanal zurückdrängen lassen. Die Ursache ist unbekannt.
Marisken, die keine Beschwerden bereiten, bedürfen keiner Therapie. Größere Marisken können die Analhygiene erschweren und damit evtl. zu Juckreiz oder einem Analekzem führen und werden deshalb in Lokalanästhesie abgetragen. Da auch größere offene Wunden im Analbereich in der Regel problemlos ausheilen, ist ein Wundverschluss mittels Naht nicht angezeigt. Bei sachgerechter Durchführung sollten auch Verletzungen des Schließmuskels sicher zu vermeiden sein.
Primäre Marisken bilden sich idiopathisch in Form von geschwulstartigem übermäßigem Wachstum der Haut.
Sekundäre Marisken finden sich zum Beispiel im Rahmen von chronischen Analfissuren und werden dort Vorpostenfalten genannt oder sie entstehen als Folge einer Perianalvenenthrombose.